# Tirunelvéli
Tirunelvéli (tamilsky திருநெல்வேலி) je město v Tamilnádu, jednom z indických svazových států. K roku 2011 mělo přes 473 000 obyvatel.

## Poloha
Tirunelvéli leží na levém břehu Thámirabarani, která teče na východ a vlévá se do Mannárského zálivu jižně od Túttukkudi. Od Komorinského mysu, nejjižnějšího bodu indického subkontinentu, je Tirunelvéli vzdáleno přibližně pětasedmdesát kilometrů severně. Od Čennaí, hlavního města Tamilnádu, je Tirunelvéli vzdáleno přibližně 560 kilometrů jihozápadně.

## Dějiny
V letech 1542–1545 ve městě pobýval španělsko-portugalský misionář František Xaverský.

## Obyvatelstvo
Převažujícím náboženstvím je hinduismus (69 %), následuje islám (20 %) a křesťanství (11 %). Nejpoužívanějším jazykem je tamilština.